# 巴林塘海峡
20°N 122°E / 20°N 122°E
巴林坦海峡（Balintang Channel），是菲律宾北部一海峡，位于巴丹群岛和巴布延群岛之间，与其北的巴士海峡和其南的巴布延海峡合称为吕宋海峡。
该海峡因东端的巴林坦群島而得名，东接太平洋，西连南中国海，平均宽度为82公里，平均水深在500米以上，是重要的国际航道。

## 著名的事件
廣大興28號事件，發生於2013年5月9日。菲律賓公務船與臺灣漁船「廣大興28號」在中華民國（臺灣）及菲律賓兩國主張之專屬經濟海域重疊區域上衝突，造成一人死亡。
Template:List of Philippine seas